# Аласания, Ираклий Мамиевич
Ираклий Мамиевич Аласания (груз. ირაკლი მამიას ძე ალასანია; род. 21 декабря 1973, Батуми, Аджарская АССР, Грузинская ССР) — министр обороны Грузии с 25 октября 2012 по 4 ноября 2014 года.
Грузинский политик и дипломат, лидер грузинского оппозиционного политического объединения «Альянс за Грузию» (с февраля 2009 года) и партии «Наша Грузия — свободные демократы» (с июля 2009 года), до этого — посол Грузии при ООН с 11 сентября 2006 по 4 декабря 2008 года. В феврале 2009 года перешёл в оппозицию к президенту Грузии Михаилу Саакашвили.

## Биография
По национальности грузин, православного вероисповедания. Свободно владеет английским языком.
Его отец, полковник советской и грузинской армии Мамия Аласания, был казнён без суда абхазскими ополченцами вместе с рядом других грузинских политиков 27 сентября 1993 года в ходе локального конфликта.
Его мать — Людмила Ивановна, учительница математики, по национальности русская
В 1995 году Ираклий окончил факультет международного права Тбилисского государственного университета. В 1994—1996 годах обучался в Академии безопасности Грузии и одновременно в 1994—1998 годах работал в министерстве государственной безопасности Грузии.
В 1998 году начал деятельность в министерстве иностранных дел Грузии. В 1998—1999 годах был третьим секретарём управления двусторонних отношений департамента СНГ министерства, первым секретарём политического управления департамента России МИД Грузии. В 1999—2001 годах работал вторым секретарём посольства Грузии в США, Канаде и Мексике.
В октябре 2001 года возглавил Государственный департамент безопасности. В феврале 2002 года назначен первым заместителем министра безопасности. Летом 2002 года отвечал за наведение порядка в Панкисском ущелье, где обосновались сотни боевиков из Чечни.
После прихода к власти Михаила Саакашвили назначен в марте 2004 года заместителем министра обороны, в мае того же года — первым заместителем министра обороны. 15 июля 2004 года Аласания стал заместителем секретаря Совета национальной безопасности Грузии.
С осени 2004 по 2006 год занимал посты главы прогрузинского «правительства Абхазии в изгнании» и помощника Президента Грузии по грузино-абхазским переговорам.
С лета 2006 до декабря 2008 года был постоянным представителем Грузии в ООН. Продолжая выступления за переговоры между Грузией и Абхазией, в мае 2008 года он лично посетил Сухуми. В августе 2008 года после войны в Грузии, когда Россия признала независимость Абхазии и Южной Осетии, Аласания в ответ выступил за создание межгосударственной коалиции для политического противодействия России.
С осени 2008 года в прессе стала обсуждаться возможность выдвижения Аласании на президентский пост в случае досрочных выборов президента Грузии, а также вероятность того, что Аласания возглавит правительство. В начале декабря 2008 года Аласания подал в отставку с поста представителя в ООН и объявил о своем переходе в оппозицию. 23 февраля 2009 года движение «Новые правые» и Республиканская партия создали новое политическое объединение «Альянс за Грузию» во главе с Аласанией. 16 июля 2009 года было объявлено о создании партии «Наша Грузия — свободные демократы», лидером которой стал Аласания.
С конца 2008 года в прессе появились утверждения, что Аласания является наиболее приемлемой для США кандидатурой на пост следующего президента Грузии. В связи с этим упоминалось, что политик является хорошим другом Мэтью Брайза (англ. Matthew Brise), советника госсекретаря США, отвечавшего за американскую политику на Кавказе. Кроме того, в СМИ подчёркивался факт присутствия Аласании (в отличие от Саакашвили) в январе 2009 года на инаугурации президента США Барака Обамы; в то же время ряд экспертов указывали на отсутствие в США традиции приглашать политиков и руководителей других государств на инаугурацию президента.
В российской и зарубежной прессе неоднократно упоминалось, что после смерти Автандила Иоселиани среди всех грузинских политиков Аласания пользуется наибольшим уважением в Абхазии и является самой приемлемой фигурой для грузино-абхазских переговоров.

### Оппозиционные действия
Вскоре после отставки с должности посла в ООН Аласания объявил о переходе в оппозицию президенту М. Саакашвили.
Вместе с Нино Бурджанадзе, Саломе Зурабишвили, Леваном Гачечиладзе и другими лидерами оппозиции Аласания принял участие в организации начавшихся в апреле 2009 года в Тбилиси масштабных акций протеста. В мае он также участвовал в переговорах между представителями оппозиции и президентом Саакашвили, закончившимися, однако же, без существенных результатов. В то же время Аласания отказался участвовать в наиболее радикальных акциях оппозиции, связанных с перекрытием автомагистралей и железной дороги.
16 июля 2009 года в Тбилиси было объявлено о создании новой партии «Наша Грузия — свободные демократы», лидером которой стал Аласания, привлёкший к участию в создании организации также своих бывших сотрудников по дипломатической работе. Согласно заявлению Аласании, одним из приоритетов новой партии должно было стать начало прямого диалога с Россией с целью восстановления культурных, социальных и экономических связей. Учредительный съезд новой партии был назначен на сентябрь 2009 года.
После победы блока «Грузинская мечта» на парламентских выборах 1 октября 2012 года участвовал в консультациях по составу нового кабинета министров с Бидзиной Иванишвили.

## В правительстве Иванишвили и Гарибашвили

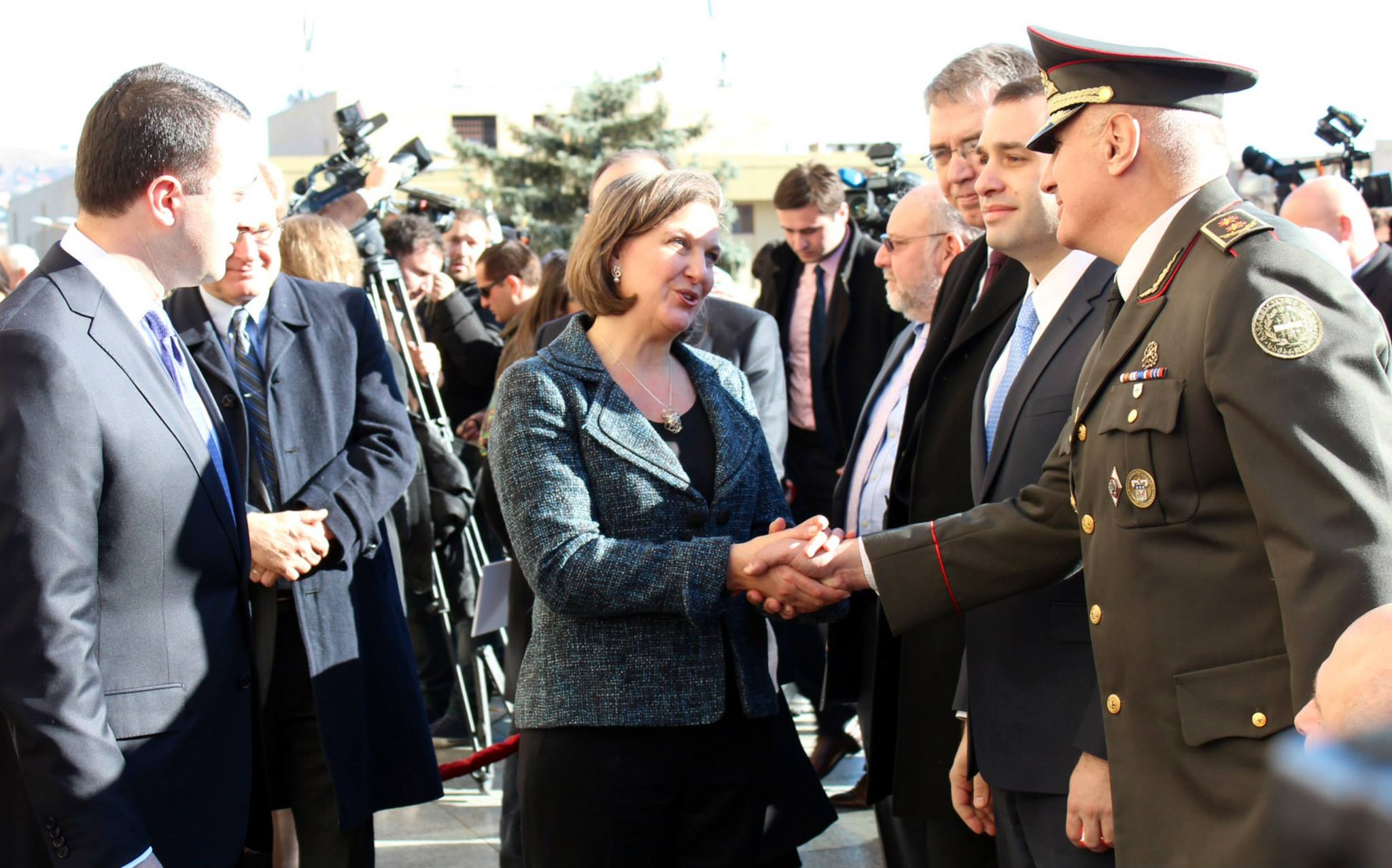
Ираклий Аласания с помощником госсекретаря США по делам Европы и Евразии Викторией Нуланд (в центре) и премьер-министром Грузии Ираклием Гарибашвили (крайний слева) в 2013 году

8 октября 2012 года выдвинут кандидатом в новое правительство Грузии. Иванишвили назвал Аласанию кандидатом на посты министра обороны и вице-премьера.
25 октября 2012 года на заседании парламента утверждён министром обороны Республики Грузия, вице-премьером правительства Грузии.
23 января 2013 года освобождён от должности вице-премьера.
4 ноября 2014 года отправлен в отставку премьер-министром Ираклием Гарибашвили на фоне ряда обвинений в растрате и халатности, прозвучавших в адрес военного ведомства. Сам Аласания утверждал, что министерство обороны при нём было «прямым звеном», связывающим Грузию с НАТО и Евросоюзом.

## Личная жизнь
Ираклий Аласания женат на младшей дочери грузинского писателя Гурама Ивановича Панджикидзе — Натии, у них двое детей — Николоз и Екатерина. Сообщалось, что Аласания приходится Михаилу Саакашвили близким родственником по материнской линии, в частности, утверждалось, что политики являются двоюродными братьями. В то же время, другие источники опровергают информацию о родственных связях между двумя политиками.
Сестра жены Аласании Майя Панджикидзе — министр иностранных дел Грузии (с октября 2012 по ноябрь 2014).